# Église Saint-Julien de Paulhac
Pour les articles homonymes, voir église Saint-Julien.
L'église Saint-Julien est une église située en France sur la commune de Paulhac (Cantal), en région Auvergne-Rhône-Alpes.

## Historique
L'église est inscrite au titre des monuments historiques par arrêté du 4 décembre 1968.